# سيغموند فيست
سيغموند فيست (بالألمانية: Sigmund Feist)‏ هو لغوي ألماني، ولد في 12 يونيو 1865 في ماينتس في ألمانيا، وتوفي في 23 مارس 1943 في كوبنهاغن في الدنمارك.